# Boz Pity
A Boz Pity a Csillagok háborúja elképzelt univerzumának egyik bolygója. 
A felszínén találhatók „az óriások sírjai”, emiatt a köznyelvben „temetővilág”-nak is nevezik.
Szinkronpályán kering a fekete sziklákkal borított Mourn-nal. Holdja egyik bolygónak sincs.

## Leírása
Felszínén legismertebbek egy régen kihalt civilizáció halottainak sírjai. Az emlékművek, maguk a sírok, és a bennük talált csontvázak mérete kolosszális: legtöbbjük a 20 métert is eléri. A xenoarcheológusok joggal feltételezik, hogy a bolygó valamikor óriás méretű, értelmes emberszabásúak bolygója volt.
A ma lakatlan bolygó felszínén lapos sziklák és homok által kitöltött vízmosások láthatók, épületeknek nincs nyoma. A tájat néha megtöri a halotti emlékművek sora, amiket a gargantellek állítottak a tízéves kihalásuk során.
A közeli rendszerek lakóinak egy része is ezen a bolygón temeti el halottait.

## Élővilága
A gargantellek 6 izmos karral és kb. 20 méteres magassággal rendelkező, egyszemű értelmes humanoidok voltak. Mára a faj teljesen kihalt. 
A bolygó felszínét zöld erdők és síkságok borítják, állatvilága ismeretlen.

## Történelme
|  | Alább a cselekmény részletei következnek! |

A Ductavis Éra időszakában, Y. e. 11 000 és 9 000  között a Nal Hutta rendszerből induló hutt felderítőexpedíciók sorozata kívánta igába hajtani a gargantelleket, de mind kudarcba fulladtak. Az egyszemű gigászok hét nikto kísérletet hiúsítottak meg, amik rabszolgasorba taszították volna őket. Az expedíciók tagjait és a hódítókat megették, majd visszautasítottak négy t'landa til diplomáciai kérelmet azzal, hogy a tárgyaló feleket is elfogyasztották. A huttokat feldühítette a gargantellek engedetlensége, és figyelmüket a Mourn-ra fordították, ahol Nasztuonodon szultán több mint tízezer éve elfeledett elektromos kalifátusa volt található. Nimbani jogászok sikeres tárgyalást folytattak a fogaskerék-katonákkal és meggyőzték őket, hogy a saját elavulásuk ügye és nihilizmusuk célpontja nem más, mint Boz Pity. A droidok háborút indítottak a gargantellek ellen, és teljesen kiirtották a lakosságot, mindössze tíz év alatt. Az elektromos kalifátus ezután feláldozta magát a Mourn lassan égő kérgének begyújtásával.
A bolygó égboltján a még mindig égő, és gomolygó füsttel borított égitest, a Mourn látható.
A manapság kihalt, de növényektől zöld bolygó a Klónháborúk végső csatái idején a Külső Perem Ostromai részeként heves összecsapások színhelye volt.
A Klónháborúk alatt a szeparatisták egy harci bázist hoztak létre a bolygó felszínén, és innen indítottak támadásokat a Köztársaság határai ellen. A Köztársaság ellentámadása, ami az egyik legnagyobb ilyen hadicselekmény a Külső Perem ostromai között, a Köztársaság győzelmével végződött. Mace Windu, Obi-Wan Kenobi, Anakin Skywalker és más jedik szárazföldi és űrbeli támadást indítottak, ami a szeparatistákat visszavonulásra kényszerítette.
A Klónháborúk csendesebb időszakaiban a bolygó pihenőhelyként szolgált a Független Rendszerek Konföderációja hajói számára.
Miután Obi-Wan Kenobi és Anakin Skywalker észrevétlenül megérkezett a bolygóra, Quinlan Vos jedi mestert bízták meg azzal a feladattal, hogy vezesse a Régi Köztársaság erőit egy Boz Pityn zajló ütközetben.
Majdnem húsz évvel később a Szövetség úgy tekintett erre a bolygóra is, mint a fő bázisuk lehetséges színhelyére, mielőtt létrehozták volna azt a Yavin bolygó negyedik holdján, a Massassi romokban.
Y. u. 25  és 26  között a Boz Pity rendszert megtámadták a Yuuzhan Vongok és más, extragalaktikus fajok. A rendszer az ő fennhatóságuk alatt maradt Y. u. 27  és 29  között, amikor az Új Köztársaság erői megérkeztek.
137 ABY-ra a bolygóra úgy tekintettek, mint ami Darth Krayt Galaktikus Birodalmának része.
|  | Itt a vége a cselekmény részletezésének! |

## Megjelenése

### A filmekben
Egyik filmben sem jelenik meg, A Sith-ek bosszúja c. filmben megemlítik.

### Videojátékokban
Star Wars Battlefront: Renegade Squadron (2007, PSP)

### Képregényekben
- W. Haden Blackman: Star Wars: Obsession 3 (2005) – első említés
- W. Haden Blackman: Star Wars: Obsession 4 (2005) – első megjelenés
- W. Haden Blackman: Star Wars: Obsession 5 (2005)

### Könyvekben
Nem jelent meg.

## Háttérinformációk
A The Essential Atlas (2009) szerzői, Jason Fry és Daniel Wallace A Sith-ek bosszúja filmben szereplő (vagy ott megemlített) összes bolygóhoz szeretett volna teljes profilt készíteni. Ezért találták ki a gargantellek történetét. A faj a 16. századi François Rabelais Gargantua és Pantagruel című novellafüzérétől kölcsönözte a nevét.